# Griffith Taylor
Thomas Griffith Taylor (Walthamstow, 1º dicembre 1880 – Manly, 5 novembre 1963) è stato un geologo, antropologo ed esploratore britannico naturalizzato australiano.
Ha partecipato alla spedizione Terra Nova del 1910-13 in Antartide sotto il comando di Robert Falcon Scott.
Dopo l'emigrazione di tutta la sua famiglia in Australia, completa gli studi all'Università di Sydney. Allievo di Edgeworth David, entra in contatto con Raymond Priestley, Charles Wright e Frank Debenham durante un periodo di lavoro all'Università di Cambridge.
Partecipa alla spedizione Terra Nova di Robert Falcon Scott in Antartide dove effettua ricerche geologiche lungo la costa occidentale del canale McMurdo, in particolare nell'area delle valli secche McMurdo, del ghiacciaio Koettlitz sino al Granite Harbour
Successivamente insegna alle università di Sydney Chicago e Toronto.